# José Luis Blanco Vega
José Luis Blanco Vega (Mieres, 22 de julio de 1928 - La Coruña, 25 de enero de 2005) fue un jesuita, profesor, escritor, poeta y crítico de cine asturiano.

## Trayectoria
Ingresó con 22 años en la Compañía de Jesús, a la que perteneció hasta su fallecimiento. Estudió el noviciado en Salamanca, la carrera de Filosofía y Letras en la Universidad Pontificia Comillas y en 1958 se mudó la Granada para estudiar teología.
En Comillas trabó amistad con Jesús Aguirre, (que dejó el Seminario y pasó a ser duque de Alba) y con Jesús Silva (fundador del Circo de los Muchachos).
Profesor durante tres anos en el Seminario de Carrión de los Condes (Palencia), coincidió allí con su amigo jesuita Modesto Vázquez Gundín.
En Salamanca conoció al crítico cinematográfico Juan Antonio Pérez Millán, que llegó a ser director de la Filmoteca Española. También en Salamanca se hizo amigo de Cipriano Díaz Marcos, nombrado en 2019 Asistente Regional para Europa del Sur del Padre General de los Jesuítas en Roma.
Alumno del biblista Luis Alonso Schökel,  fue profesor de literatura, poesía y cine y escribió artículos y obras sobre la relación entre el cine y la educación, como "Él cine en las aulas" e "Historias de él cine: aprender a ver". Fue redactor habitual de las revistas Estría, Jesuítas, Reseña de literatura, arte y espectáculos (Reseña) y fue fundador de la revista pedagógica Padres y Maestros y del anuario Cine para leer.
En su labor como traductor de italiano destaca la monografía Pier Paolo Pasolini, de Virgilio Fantuzzi.
El crítico Tomas Yerro incluyó a Blanco Vega en el movimiento literario, propuesto por Florencio Martínez Ruiz, Nuevo Mester de Clerecía, grupo de poetas en castellano de la segunda mitad del siglo XX.
Persona muy reservada, los poemas de Blanco Vega permanecieron inéditos hasta 1997. Escribió también himnos litúrgicos.

## Obras
- Él caracol guía de actividades (1982)[18]
- Abrahán y las estrellas (1985)
- La balada de Rut (1985)
- Moisés, él libertador (1986)
- Él estilo literario: arte y artesanía (EGA, 1995; junto con Luis Alonso Schökel y Francisco Pérez Gutiérrez)[19]
- Y tengo amor a lo visible (1997). Recopilación de poesía en la que expresa su visión del mundo y de la fe.[16]